# جون رولاند (سياسي)
جون رولاند (بالإنجليزية: John Russell Rowland)‏ هو دبلوماسي وسياسي أسترالي، ولد في 1926 في آرمدال في أستراليا، وتوفي في 31 ديسمبر 1996 في كانبرا في أستراليا.